# Tamás Gábor
Tamás Gábor (n. 24 aprilie 1932, Budapesta, Regatul Ungariei – d. 6 mai 2007, Budapesta, Ungaria) a fost un scrimer maghiar, medaliat olimpic. A participat la 2 ediții ale Jocurilor Olimpice (1960, 1964) în care a câștigat o medalie de aur.